# Fadrique de Vargas y Manrique de Valencia
Fadrique de Vargas y Manrique de Valencia (Madrid, 5 de diciembre de 1568 – 12 de diciembre de 1653) fue un noble castellano, I marqués de San Vicente del Barco, corregidor de Burgos y Madrid, y miembro de la Orden de Santiago. 

## Biografía
Fadrique nació en la parroquia de San Pedro el Real de Madrid, hijo de Francisco de Vargas y Manrique de Valencia, V señor de Fuenteguinaldo y de San Vicente del Barco, y de Francisca Chacón. Fue bautizado el 5 de diciembre de 1568. El 23 de febrero de 1607, el rey Felipe III le concedió el hábito de la Orden de Santiago.
Desempeñó varios cargos destacados:
- Mariscal de Castilla.
- Gentilhombre de boca del rey.
- Corregidor de las ciudades de Burgos y, según Salazar, también de Madrid.

El 27 de julio de 1627, el rey Felipe IV lo nombró vizconde de Villatoquite, y el 30 de marzo de 1629, le otorgó el título de marqués de San Vicente del Barco. Fue también mayordomo del Cardenal-Infante Fernando de Austria durante su estancia en Flandes.
Fadrique asistió a la Jura del Príncipe de Asturias Baltasar Carlos de Austria el 7 de marzo de 1632. Falleció el 12 de diciembre de 1653 en su residencia junto a la parroquia de San Andrés, en Madrid, donde fue sepultado. Había redactado su testamento el 6 de diciembre de ese mismo año.

## Matrimonios y descendencia
Fadrique contrajo matrimonio en dos ocasiones:
- En primeras nupcias con María Dávila y Bracamonte, hija de Gonzalo de Bracamonte, con quien tuvo una hija:
  - Francisca de Vargas (n. 1595), quien se casó primero con el conde de Basto y después con Francisco de Tapia y Leyva.

- En segundas nupcias, el 26 de octubre de 1625 se casó con María de Toledo y Silva, hermana del marqués de la Floresta. María falleció en 1656 y fue enterrada junto a su esposo.

## Propiedades
Entre las propiedades incluidas en el mayorazgo que poseía Fadrique, destacaban once huertas ubicadas en la zona de Butarque, en el municipio de Leganés. Estas fueron objeto de arrendamiento mediante un poder especial otorgado en 1603.

## Legado actual
El título de marqués de San Vicente del Barco está actualmente en posesión de Fernando José Martínez de Irujo y Fitz-James Stuart, hijo de la XVIII Duquesa de Alba.